# 第二次结集
七百結集，也通稱為毘舍離結集、毘舍離集結、第二次結集、第二次集結，佛教術語，“結集”或“集結”是指僧伽集會合誦經典。釋迦文佛佛滅百年後，因毘舍離比丘行十事（大眾部記載為「求乞金錢」一事），耶舍长老發起，七百阿羅漢比丘在毗舍离进行结集，進行羯磨表決其為非法，以保持戒律的嚴格執行。

## 律藏記載

### 上座部記載
上座部佛教《巴利律藏》以及漢傳佛教《十誦律》、《四分律》、《五分律》記載由於毘舍离比丘有十事违反戒律：
| 善見律毘婆沙     | 十誦律             | 四分律           | 五分律                    |
| ---------------- | ------------------ | ---------------- | ------------------------- |
| 1 鹽淨           | 1 鹽淨             | 7 得與鹽共宿     | 1 鹽薑合共宿淨            |
| 2 二指淨         | 2 指淨             | 1 得二指抄食     | 2 兩指抄食食淨 3 復坐食淨 |
| 3 聚落間淨       | 3 近聚落淨         | 2 得村間         | 4 越聚落食淨              |
| 4 住處淨         | 5 如是淨           | 3 得寺內         |                           |
| 5 隨意淨         | 6 證知淨           | 4 得後聽可       | 9 求聽淨                  |
| 6 久住淨         | 8 行法淨           | 5 得常法         | 8 先所習淨                |
| 7 生和合淨       | 4 生和合淨         | 6 得和           | 5 酥油蜜石蜜和酪淨        |
| 8 水淨           | 7 貧住處淨         | 8 得飲闍樓羅酒   | 6 飲閣樓伽酒淨            |
| 9 不益縷尼師壇淨 | 9 縷邊不益尼師檀淨 | 9 得畜不割截坐具 | 7 作坐具隨意大小淨        |
| 10 金銀淨        | 10 金銀寶物淨      | 10 得受取金銀    | 10 受蓄金銀錢淨           |

耶舍長老至毘舍離當眾居士面指出求乞金錢非法，為平息由此引發的諍論，七百名比丘集會讨论十事是否符合律法。經過東西方比丘各推舉四位長老單獨於別處行籌表決為“十事非法”，上座部各律藏本身沒有記述這次羯磨後合誦經典的情況。

### 大眾部記載
大眾部方面《摩訶僧祇律》沒有記述第二次結集發生時間，記載第二次結集因求乞錢幣財物一事之諍論而起。在第一次結集和第二次結集中結集律藏前都事先明確了結集原則並徵得與會眾人認同，要對諸比丘住處所作制限、國土法、某持戒比丘所行法和某長老比丘所行法這四者依四大教進行取捨，並且不得行本俗法，合稱五淨法：一制限淨、二方法淨、三戒行淨、四長老淨、五風俗淨。當時七百比丘請優波離尊者的弟子陀娑婆羅尊者結集律藏，他在最後論定了「不得求乞金錢」：“乃至諸長老，是中須鉢者求鉢，須衣者求衣，須藥者求藥，無有方便得求金銀及錢。”

### 不蓄金銀學處
不得求乞金錢的理據是「不蓄金銀學處」，在「未制者莫制」原則下，上座部和大眾部都沒有把它補入波羅提木叉。上座部諸律藏記載「不捉金銀戒」和類似的「不取寶物戒」已經涵蓋了「不得求乞受蓄金銀」等具體財物有關細節。大眾部《摩訶僧祇律》記載佛陀允許生病比丘「使淨人蓄莫貪著」。

## 根本分裂
南传佛教《岛史》的记载：被上座放逐者、毘舍离的跋耆族惡比丘集合了一万人进行大型集结竄改佛教教義，称为大結集，萬人結集導致了上座部和大众部發生根本分裂，此後佛教也因教義和戒律分歧而產生不同部派，至佛滅滿二百年時就約有十八個部派。
在北传佛教中，根據說一切有部《大毘婆沙論》記載：說一切有部（自稱為上座部諸部根源）與大众部分裂原因是大天比丘提出了在阿羅漢餘習和證道機緣上的五項說法，即所谓“大天五事”，《異部宗輪論》稱此根本分裂發生在孔雀帝國阿育王時代。法顯《摩訶僧祇律私記》記載大眾部稱最早與大眾部分裂的是法藏部，還有根據《舍利弗問經》記載：大迦葉所結集的律藏就是大眾律，在巽伽王朝滅法後佛教復興時有上座比丘增廣戒律而造成了分裂。
一些現代研究者認同佛教根本分裂的時期晚於第二次集結。